# Der tolle Invalide auf dem Fort Ratonneau

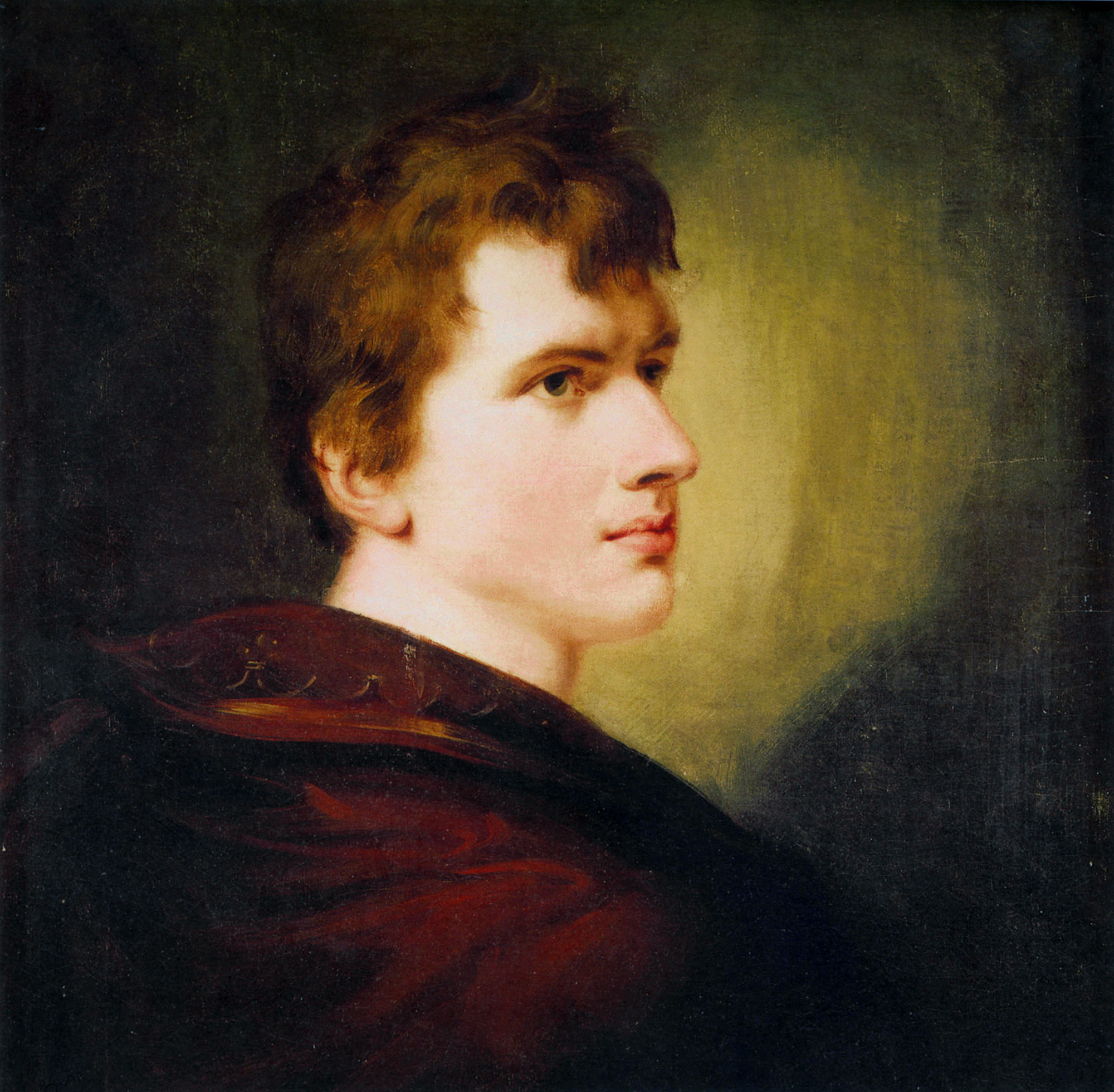
Achim von Arnim
(1781–1831)

Der tolle Invalide auf dem Fort Ratonneau ist eine Erzählung von Achim von Arnim, die 1818 in dem Almanach Gaben der Milde in Berlin erschien.
Rosalies Liebe heilt Francœurs Krankheit.

## Inhalt
Im Siebenjährigen Krieg hatte der junge französische Sergeant Francœur während seiner Gefangenschaft am Rand von Leipzig Fräulein Rosalie Lilie kennen und lieben gelernt. Rosalie hatte in der Pleißenburg den am Kopf verwundeten Unteroffizier gegen den Willen ihrer Mutter gepflegt. Das Paar hatte sich vermählt. Rosalie folgt Francœur nach Marseille und bringt ein Kind zur Welt. Bei Graf Dürande, dem Kommandanten der Stadt, setzt sich Rosalie ohne Wissen des stolzen Francœur für den kranken Gatten ein. Zwar ist Francœur durch seine Kriegsverletzung in Wahnsinn verfallen, doch er bekommt vom Grafen auf der nahe gelegenen Insel Ratonneau trotzdem das Kommando über zwei Invaliden. Der Kammerdiener Basset, ein alter Regimentskamerad Francœurs, erlangt Kenntnis von dem Gespräch seines Grafen mit Rosalie.  Der geschwätzige Basset besucht Francœur auf Fort Ratonneau und plaudert alles aus. Francœur will seine Dienststellung nicht einem Weib verdanken. So verjagt er in einem fürchterlichen Zornesausbruch die geliebte Frau, das eigene Kind und seine beiden Untergebenen. Der Wahnsinnige erklärt dem Grafen und somit auch der Stadt Marseille den Krieg. Der Sergeant will sich mit dem Pulverturm in die Luft sprengen, falls ihm der Feind zu nahe kommt. Francœur spaßt nicht. In einem Einmann-Krieg blockiert er mit seinen Kanonen den Seeweg nach Marseille. Die Versorgung der Stadt stagniert. Graf Dürande muss handeln. Rosalie schreitet ein. Die junge Frau will den rasenden Gatten zur Vernunft bringen. Der Graf hält dies für unmöglich, denn ihm wurde von einem Vorposten gemeldet, Francœur hasse vor allem seine Frau. Der Besessene wolle das Fort übergeben, falls ihm der Kopf Rosalies geschickt würde.
Rosalie macht sich mit ihrem Säugling getrost auf den Weg. Mit ihrem Herannahen provoziert sie bei Francœur die nächste Kurzschlussreaktion. Der Kranke reißt sich in einem Wutausbruch an den Haaren. Die Kopfwunde öffnet sich. Francœur ist im Nu vernünftig. Später dann entfernt ein Chirurg einen Knochensplitter aus der vereiterten Kopfwunde. Francœur bittet den Grafen um Verzeihung. Der Bitte wird entsprochen. Der alte Graf adoptiert den tüchtigen Sergeanten sogar.

## Zitat
Die Kraft der Liebe Rosalies wird in dem letzten Satz der Erzählung versinnbildlicht: „Liebe treibt den Teufel aus.“

## Rezeption
- Phantasie: Nach Seidel ist Der tolle Invalide ein „kleines Meisterwerk an Geschlossenheit und an Durchdringung der Darstellung mit Menschlichkeit, mit Humor, mit einem dichtgewebten Netz charakterisierender Einzelheiten“[4]. In ihrem Lob des kleinen Werkes spannt Seidel den Bogen des Fabulierens von Grimmelshausen über Arnim bis hin zu Stifter, Keller, C. F. Meyer, Mörike und Storm. In der Romantik habe jene andauernde Fabulierkunst ihren Höhepunkt erreicht.
- Erklärungsnot: Nach Hahn[5] lässt sich die auf den ersten Blick plausible Handlung nicht verifizieren. Hahn tendiert bei einem Versuch der Kategorisierung zu so etwas wie einem Märchen.
- Erbauliches: Riley[6] geht auf den fragwürdigen Hintersinn ein. Eine geduldige Deutsche heilt einen Franzosen, dem der Teufel in den Leib gefahren ist.
- Heimkehrergeschichte: Schulz[7] weist auf die beherrschte Behandlung der doch recht ausgefallenen Handlung hin und spricht die Völkerversöhnung nach dem Krieg an.
- Psychologie: Nach Hannelore Schlaffer[8] ist der Wahnsinnige  ein dankbares Subjekt für den Novellen-Dichter – so auch der tolle Invalide.

- 1968 verfilmt von Werner Herzog als Lebenszeichen

### Ausgaben
- Achim von Arnim: Der tolle Invalide auf dem Fort Ratonneau. In: Gaben der Milde. Bd. 4. Berlin, 1818, S. 75–124 (Erstausgabe. Digitalisat und Volltext im Deutschen Textarchiv).
- Achim von Arnim: Der tolle Invalide auf dem Fort Ratonneau. In: Deutscher Novellenschatz. Hrsg. von Paul Heyse und Hermann Kurz. Bd. 1. München, [1871], S. [163]–201. In: Weitin, Thomas (Hrsg.): Volldigitalisiertes Korpus. Der Deutsche Novellenschatz. Darmstadt/Konstanz, 2016. (Digitalisat und Volltext im Deutschen Textarchiv)
- Gisela Henckmann (Hrsg.): Achim von Arnim: Erzählungen (Mistris Lee – Isabella von Ägypten, Kaiser Karl des Fünften erste Jugendliebe – Melück Maria Blainville, die Hausprophetin aus Arabien – Der tolle Invalide auf dem Fort Ratonneau – Die Majoratsherren – Owen Tudor – Raphael und seine Nachbarinnen). 384 Seiten. Reclams Universal-Bibliothek 1505, Stuttgart 1991, ISBN 978-3-15-001505-6

### Zitierte Textausgabe
- Achim von Arnim: Der tolle Invalide auf dem Fort Ratonneau. S. 162–185 in Karl-Heinz Hahn (Hrsg.): Ludwig Achim von Arnim. Werke in einem Band. 423 Seiten. Bibliothek deutscher Klassiker. Herausgegeben von den NFG. Aufbau-Verlag Berlin und Weimar 1981